# José de San Juan
José de San Juan (1685-Madrid, ca. 1747) fue un músico, compositor y maestro de capilla español.

## Historia
Comenzó su formación musical en la Catedral de Sigüenza (Guadalajara) hasta que le cambió la voz y se trasladó a Madrid. Allí, en la Capilla Real de Madrid, fue maestro de música para los niños cantorcitos y compositor para la Capilla.
Con aproximadamente 23 años de edad, en el año 1708, José de San Juan fue clérigo de menores órdenes, presentándose, años más tarde, como candidato a maestro de capilla de la Capilla Real de Madrid donde destacó con respecto a los otros candidatos. José de San Juan obtuvo treinta puntos en la votación dieciocho más que el segundo más votado, Antonio Yanguas.
En 1711 obtuvo la plaza como maestro de capilla en el monasterio de las Descalzas Reales, donde coincidiría con José de Nebra como organista.
La fecha de su muerte es incierta aunque se estima alrededor de 1747.

## Estilo y música
Sus composiciones fueron notables, destacaban sus opositores. Destacó en el contrapunto (en composiciones como el villancico y el salmo). Respetó las reglas y normas vigentes de composición, pero en sus obras se aprecia una gran habilidad que le hizo conseguir el puesto de maestro de capilla de la Real Capilla de Madrid.
Intervino en la controversia de Valls, en la que el tema a discutir o tratar era el uso del intervalo de segunda menor (considerado disonancia en este momento), sobre la palabra "miserere" en el canto del Gloria in excelsis. En esta controversia o disputa, José de San Juan se posicionaba a favor de Francisco Valls y por tanto del uso de la disonancia.